# Arash Labaf
Arash Labaf (en persa: آرش لباف) es un cantante iraní nacido el 23 de abril de 1977 en Teherán, Irán. También es bailarín y productor con gran éxito en Suecia. Es autor de canciones como «Broken Angel».

## Biografía y carrera

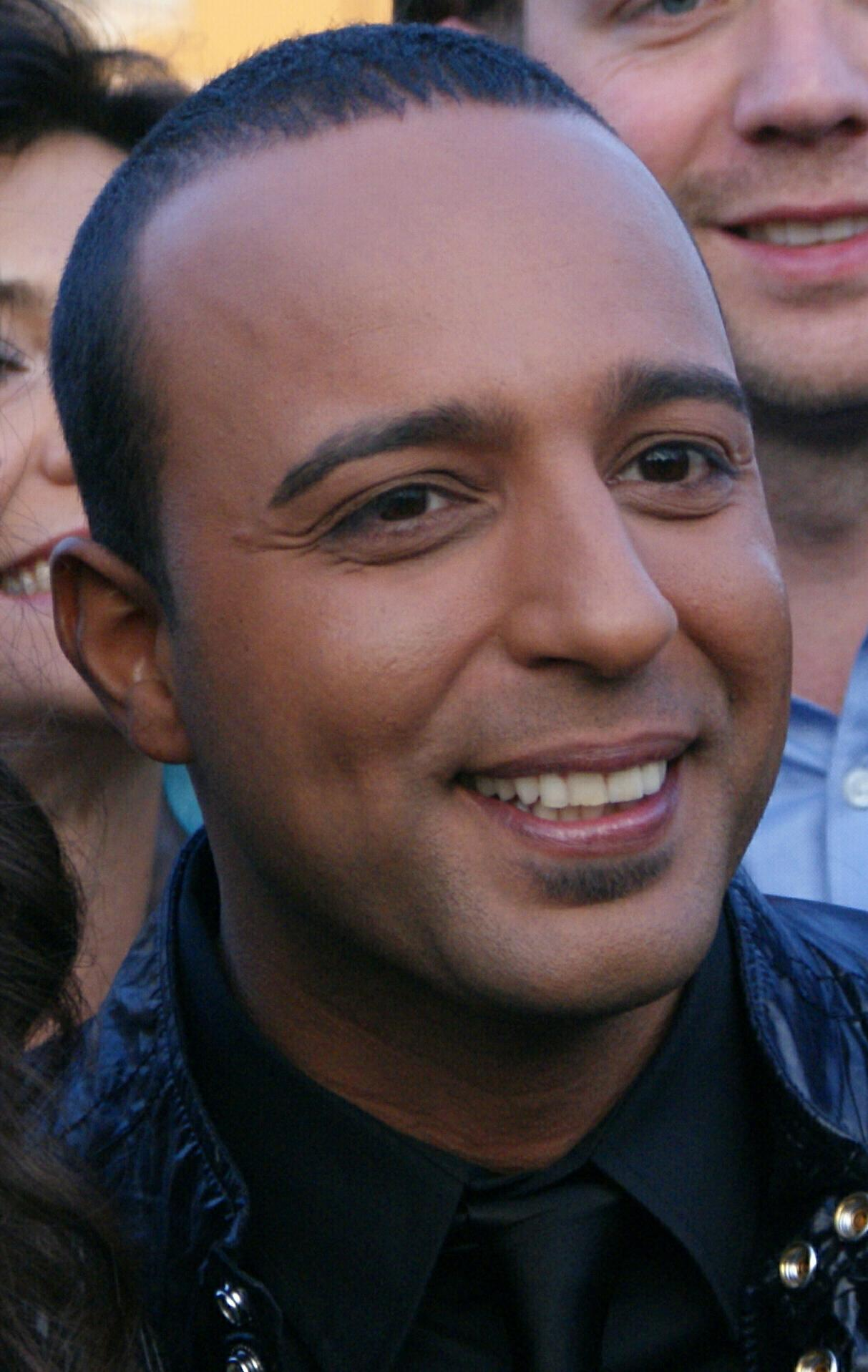
Arash en el año 2009.

Creció hasta los 10 años en la capital iraní, Teherán, y entonces, su familia se trasladó a Upsala antes de ir a vivir Malmö 5 años más tarde. Su primer álbum, Arash, fue lanzado en junio de 2005, después de haber terminado la universidad. Su singles, Boro Boro y Temptation (con Rebecca Zadig) tuvieron cierto éxito en Europa. También hizo una canción con el grupo ruso Blestyashchie (Блестящие) Восточные сказки. 
Tiene un disco de oro en 5 países: Alemania, Rusia, Eslovenia y Grecia, por su álbum, Arash, y en Suecia por Boro Boro. 
Arash colabora con DJ Aligator (también de origen iraní) sobre la canción «Music is My Language». 
En su álbum «Crossfade», Arash, DJ Aligator y Shahkar Bineshpajoo cantan una canción para apoyar el equipo de fútbol iraní a la Copa Mundial de Fútbol 2006. 
Arash participó junto a AySel en el Festival de la Canción de Eurovisión 2009 representando a Azerbaiyán quedando en el tercer puesto de la clasificación.

## Discografía

### Álbumes
- Arash (2005)
- Crossfade (The Remix Album) (2006)
- Donya (2008)
- Superman (2014)

### Sencillos
- Donya (feat. Shaggy) (2009)
- She Makes Me Go (feat. Sean Paul) (2012)
- Sex Love Rock n Roll (SLR) (feat. T-Pain) (2014)
- OMG (feat. Snoop Dogg) (2016)
- Se Fue (feat. Mohombi)
- Goalie Goalie (feat. Nyusha & Pitbull & Blanco)